# نادي ياداناربون
نادي ياداناربون ((بالبورمية: ရတနာပုံ ဘောလုံး အသင်း)‏ ‎[jədənàbòʊɴ]‏) هو نادي كرة قدم بورمي، مقره في ملعب باهتو الواقع في مدينة ماندالاي، ميانمار. كان النادي عضو مؤسس لدوري ميانمار الوطني عام 2009.

## تاريخه في منافسات الاتحاد الآسيوي لكرة القدم
| الموسم | المنافسة                 | الجولة           |             | النادي             | النتيجة        |
| ------ | ------------------------ | ---------------- | ----------- | ------------------ | -------------- |
| 2010   | كأس رئيس الاتحاد الآسيوي | مرحلة المجموعات  | بوتان       | دروك ستار          | 11–0           |
| 2010   | كأس رئيس الاتحاد الآسيوي | مرحلة المجموعات  | تركمانستان  | عشق آباد           | 0–0            |
| 2010   | كأس رئيس الاتحاد الآسيوي | نصف النهائي      | طاجيكستان   | وخش قرغانتبه       | 2–0            |
| 2010   | كأس رئيس الاتحاد الآسيوي | النهائي          | قرغيزستان   | دوردوي بيشكك       | 1–0 (ب.و.إ.)   |
| 2011   | كأس رئيس الاتحاد الآسيوي | مرحلة المجموعات  | بوتان       | ييدزين             | 6–0            |
| 2011   | كأس رئيس الاتحاد الآسيوي | مرحلة المجموعات  | دولة فلسطين | جبل المكبر         | 4–3            |
| 2011   | كأس رئيس الاتحاد الآسيوي | مرحلة المجموعات  | طاجيكستان   | استقلال            | 1–1            |
| 2011   | كأس رئيس الاتحاد الآسيوي | الجولة النهائية  | كمبوديا     | بنوم بنه كراون     | 0–4            |
| 2011   | كأس رئيس الاتحاد الآسيوي | الجولة النهائية  | قرغيزستان   | نيفتشي كوتشكار-آتا | 2–8            |
| 2015   | دوري أبطال آسيا          | الجولة التمهيدية | سنغافورة    | واريورز            | 1–1 (ر)        |
| 2015   | كأس الاتحاد الآسيوي      | مرحلة المجموعات  | هونغ كونغ   | جنوب الصين         | (د 0–3، خ 1–3) |
| 2015   | كأس الاتحاد الآسيوي      | مرحلة المجموعات  | ماليزيا     | باهانغ             | (د 2–3، خ 4–7) |
| 2015   | كأس الاتحاد الآسيوي      | مرحلة المجموعات  | الفلبين     | غلوبال             | (د 2–0، خ 1–4) |

## وصلات خارجية
- Yadanarbon FC